# Curro Romero
Francisco Romero López, noto come Curro Romero (Camas, 1º dicembre 1933), è un torero spagnolo.
Ha iniziato la sua carriera professionale il 22 agosto 1954 a La Pañoleta e ha partecipato alla sua prima corrida con cavalli a Utrera, l'8 settembre 1954. Il suo debutto a Madrid avvenne il 18 luglio 1957, ma non riscosse molto successo.
La sua carriera è stata una delle più lunghe nella corrida e si è ritirato all'età di 66 anni, dopo 42 anni di professione.
In suo onore è stata eretta una statua in bronzo all'esterno dell'arena di Siviglia.